# Janusz Rewiński

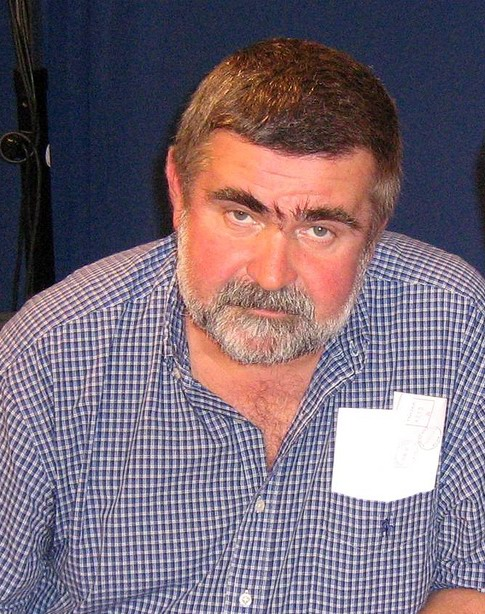
Janusz Rewiński (2007)

Janusz Rewiński (* 16. September 1949 in Żary; † 1. Juni 2024) war ein polnischer Schauspieler, Satiriker und Politiker (PPPP). Von 1991 bis 1993 gehörte er in der I. Wahlperiode dem Sejm an.

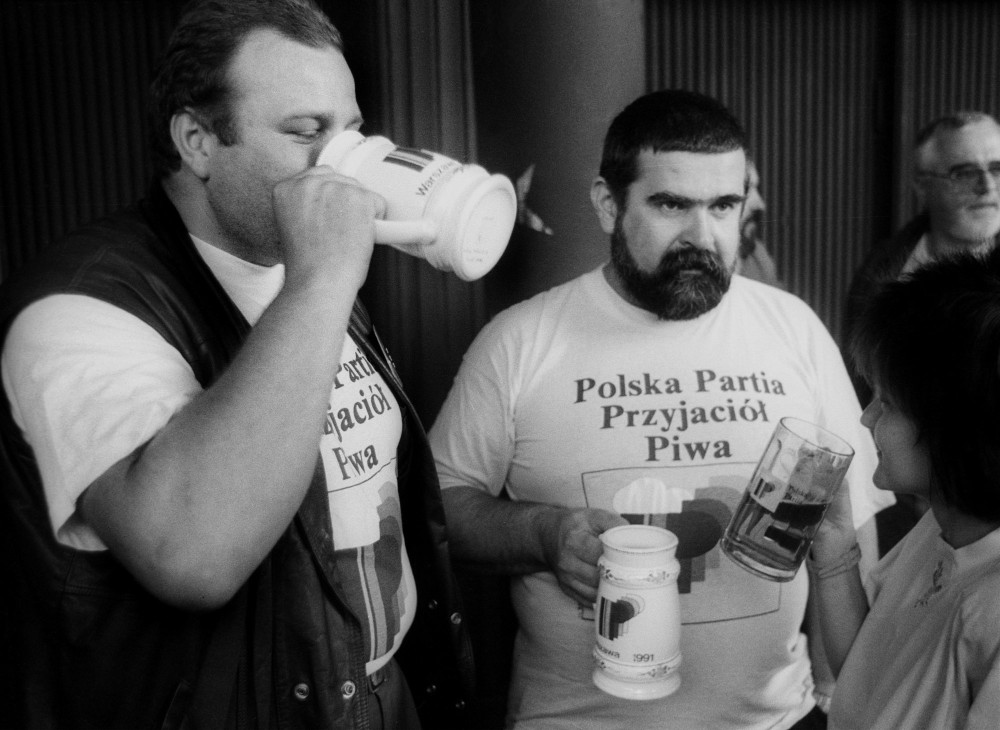
Janusz Rewiński auf einer Veranstaltung der Polska Partia Przyjaciół Piwa (1991).

## Leben
Er absolvierte ein Studium in Flugzeugbau in Breslau sowie 1972 an der Hochschule für Schauspiel in Krakau. Während des Studiums bereits trat er unter anderem auf der Kleinkunstbühne des Piwnica pod Baranami auf. Nach dem Studium wurde er Schauspieler des Polnischen Theaters in Posen. Als Kabarettist agierte er dort mit Zenon Laskowik im Kabaret TEY und später in den 1980er-Jahren mit Bohdan Smoleń.
Populär wurde er durch Aufführungen im Kabarett von Olga Lipińska. Er spielte auch zahlreiche Filmrollen, so in Die Entführung der Agata (1993) oder Killer (1997). Im Zeitraum 1998 bis 2004 war er mit Krzysztof Piasecki in einem Kabarettprogramm des polnischen Fernsehsenders TVN zu sehen.
In den frühen 1990er Jahren gehörte er zu den Begründern des TV-Programms und des Vereins Piwni Scouts, der späteren Polska Partia Przyjaciół Piwa (PPPP). Bei den Parlamentswahlen 1991 zog er über die Liste dieser Gruppierung als Abgeordneter in den Sejm ein. In der Faktion Duże Piwo/Großes Bier der PPPP agierte er zusammen mit Leszek Bubel. Gemeinsam mit acht weiteren PPPP-Mitgliedern beteiligte er sich 1992 der Fraktion Polski Program Liberalny, die von Abgeordneten des Kongres Liberalno-Demokratyczny dominiert wurde.
Mitte der 1990er Jahre war er Präsident der Firma Computer Center Bonair U. S. sp. z o.o. (1994–1995). Außerdem war er auch Mitglied des Vorstandes der Unitra Multimedia SA (1995–1996). Seitdem lebte er in dem Dorf Nowodwór in der Nähe von Mińsk Mazowiecki.
Janusz Rewiński verstarb Anfang Juni 2024 im Alter von 74 Jahren.

## Filmografie
- 1977: Ostatnie dni (Fernsehfilm)
- 1984: Die Akademie des Herrn Klecks (Akademia pana Kleksa)
- 1984: Es ist nur Rock (To tylko rock)
- 1985: Sny i marzenia
- 1985: Przedstawienie Hamleta we wsi Glucha Dolna (Fernsehfilm)
- 1986: Podróze pana Kleksa
- 1986: Bolek und Lolek im wilden Westen (Bolek i Lolek na Dzikim Zachodzie, Sprechrolle)
- 1986: Zmiennicy (Fernsehserie, 2 Episoden)
- 1986: Klemens und Klementinchen – Die Gänse vom Mühlental (Klementynka i Klemens - gesi z Doliny Mlynów, Fernsehserie, 1 Episode)
- 1987: Pierscien i róza
- 1988: Cesarskie ciecie (Fernsehfilm)
- 1988: Porcelana w skladzie slonia (Fernsehfilm)
- 1988: Dziewczynka z hotelu Excelsior
- 1993: Die Entführung der Agata (Uprowadzenie Agaty)
- 1997: Killer (Kiler)
- 1999: Kiler-ów 2-óch
- 2000: Sukces (Fernsehserie, 12 Episoden)
- 2001: Gulczas, a jak myslisz?
- 2002: Yyyreek!!! Kosmiczna nominacja
- 2003: Superprodukcja
- 2003: Tygrysy Europy (Miniserie, 7 Episoden)
- 2007: Rys

## Ehrungen
- 2016 Goldene Gloria-Artis-Medaille für kulturelle Verdienste
- 2024 Kommandeurskreuz des Ordens Polonia Restituta